# Maximium Guns N`Roses
Maximium Guns n`Roses é o último lançamento VHS/DVD da banda Guns N' Roses.
Foi lançado em 2000 em VHS  e em 2003 em DVD, pela Geffen Records, tendo vendido até hoje quase 5 milhoes de cópias.
Traz comentários, Making Off das principais produçoes do Guns N' Roses.
O lançamento deste filme quase pos fim na parceria Geffen/Guns, pois Axl declarou que nunca autorizou o lançamento dos filmes anteriores e pra piorar , nem do Live Era: '87-'93 , e ainda declarou que a Geffen estava ganhando dinheiro nas costas do Guns.
Essa polemica acabou em 2001, quando ocorreu uma revisao de acordos.
Mas voltou a balançar em 2004, com o lançamento da coletanea Greatest Hits